# Pablo García León
Pablo Blas García León (Las Villas, 3 febbraio 1946) è un ex cestista cubano.

## Carriera
Con Cuba ha disputato i Giochi olimpici di Città del Messico 1968.